# 청주정씨 추원재 재사
청주정씨 추원재 재사(淸州鄭氏 追遠齋 齋舍)는 경상북도 안동시 와룡면 서현리에 있다. 2014년 4월 3일 안동시의 문화유산 제91호로 지정되었다.